# Stupid Doo Doo Dumb
Stupid Doo Doo Dumb — второй студийный альбом американского рэпера из области залива Сан-Франциско Mac Dre. На сегодняшний день это один из наиболее популярных альбомов, выпущенных Mac Dre после его тюремного заключения в 1992 году. Это также был первый альбом Mac Dre, который не был спродюсирован более ранним соавтором исполнителя Khayree, если не учитывать компиляцию «Mac Dre Presents… The Rompalation Vol. 1»."

## Список композиций
1. «JT’s Intro» (при участии JT The Bigga Figga)
2. «Life’s a Bitch»
3. «Da Real Deal» (при участии Sugawolf) (4:28)
4. «3C Romp» (3:38)
5. «Stupid Doo Doo Dumb» (при участии Mac Mall и Miami)
6. «Crest Creepers» (при участии Sugawolf, Jamar, Naked, Da Unda Dogg, Reek Daddy и Mac Mall) (4:02)
7. «Hoes We Like» (при участии Sleep Dank)
8. «Nothin Correctable» (4:54)
9. «Freaky Shit» (4:43)
10. «Real Niggaz»
11. «Get Yo' Grits» (4:15)
12. «Hoez Love It» (при участии Spice 1) (3:45)
13. «All It Takes» (при участии Shima) (5:01)
14. «I Need A Eighth» (при участии Miami, Rott Wilder, Sugawolf, Dope Dogg и Reese) (3:48)
15. «Let’s All Get Down» (3:48)